# Рождественское (Черниговская область)
Рождественское (укр. Рождественське, до 2016 года — укр. Жовтне́вое) — село в Коропском районе Черниговской области Украины. Население — 1392 человека. Занимает площадь 7,49 км². В селе расположены церковь Рождества Богородицы с колокольней — памятники архитектуры местного значения.
Код КОАТУУ: 7422282501. Почтовый индекс: 16260. Телефонный код: +380 4656.

## Власть
Орган местного самоуправления — Жовтневый сельский совет. Почтовый адрес: 16260, Черниговская обл., Коропский р-н, с. Жовтневое, ул. Борисовка, 1.